# Moti di Giaffa
I moti di Giaffa si verificarono la prima settimana del maggio 1921, caratterizzati da vari scontri e uccisioni durante il mandato britannico della Palestina.

## Storia
Nella primavera del 1921, gli arabi attaccarono gli ebrei che vivevano a Giaffa e gruppi ebraici minori. Il bilancio della rivolta fu di 47 ebrei e 48 arabi uccisi e 146 ebrei e 73 arabi feriti.
I disordini ebbero diverse conseguenze a causa delle relazioni tra ebrei ed arabi in Palestina:
- la maggior parte dei residenti ebrei di Jaffa abbandonarono la città per stabilirsi sulla spiaggia di Tel Aviv;
- Tel Aviv, una città adiacente Jaffa, abitata solo da ebrei fu separata amministrativamente da Jaffa;
- a seguito delle continue violenze degli arabi, gli ebrei organizzarono gruppi di auto-difesa (Haganah);
- si verificarono sentimenti di vendetta nei confronti del popolo arabo, un poliziotto arabo, assolto dopo il processo è stato assassinato da un attivista ebreo;
- da ambo le parti si rafforzarono sentimenti nazionalistici;
- venne istituita una commissione di inchiesta, che condannò gli arabi, ma affermò di comprendere le rivolte antisemite;
- i leader responsabili dei disordini vennero arrestati e condannati, ma il trattamento equo dei condannati, provocò una crisi di fiducia tra gli ebrei nei confronti delle autorità britanniche.